# TAF3
TAF3‏ (TATA-box binding protein associated factor 3) هوَ بروتين يُشَفر بواسطة جين TAF3 في الإنسان.